# 东汪镇 (宁晋县)
东汪镇，是中华人民共和国河北省邢台市宁晋县下辖的一个乡镇级行政单位。

## 行政区划
东汪镇下辖以下地区：
东汪二村、东汪一村、东汪三村、东汪四村、东汪五村、东汪六村、南丁曹一村、南丁曹二村、南丁曹三村、北丁曹村、艾辛庄一村、艾辛庄二村、艾辛庄三村、铺头村、校口村和小河口村。